# Giacomo Antonelli
Giocomo Antonelli (Sonnino, 2 april 1806 - 6 november 1876) was een Italiaans kardinaal-diaken van de Rooms-Katholieke Kerk.

## Biografie
Antonelli werd tot diaken gewijd in 1840. In 1841 werd hij door paus Gregorius XVI gevraagd om deel uit te maken van het Staatssecretariaat van de Heilige Stoel. In 1847 werd hij door paus Pius IX tot kardinaal-diaken verheven. Vanaf 1848 had hij ook de functie van kardinaal-staatssecretaris. In 1848 brak een revolutie uit in Italië. Pius IX diende te vluchten met de hulp van Antonelli en Ferdinand II der Beide Siciliën. In die tijden van crisis waren ook de financiën van Vaticaanstad afgenomen, waardoor Pius IX de Sint-Pieterspenning terug invoerde.
Antonelli overleed in 1876 op 70-jarige leeftijd. Hij had gedurende zijn 29-jarige functie van kardinaal nooit aan een conclaaf deelgenomen. Dit record werd pas in 2008 verbroken door Roger Etchegaray.
- Bibsys: 90950482
- Biblioteca Nacional de España: XX833502
- Bibliothèque nationale de France: cb12019958m (data)
- Gemeinsame Normdatei: 116016671
- International Standard Name Identifier: 0000 0000 7777 905X
- Library of Congress Control Number: n84114915
- National Archives and Records Administration: 10567784
- Nationale bibliotheek van Australië: 61540259
- Nationale Bibliotheek van Israël: 987007350517405171
- Nationale Bibliotheek van Polen: a0000003781424
- Nederlandse Thesaurus van Auteursnamen: 074103091
- Réseau des bibliothèques de Suisse occidentale: 02-A002933156
- Istituto Centrale per il Catalogo Unico: SBLV024758
- SNAC: w68k7fm8
- Système universitaire de documentation: 02757556X
- Trove: 1842632
- Virtual International Authority File: 27077770
- WorldCat: E39PBJkMFXg8FYw9kR4cc4mw4q